# Osoriella domingos
Osoriella domingos là một loài nhện trong họ Anyphaenidae.
Loài này thuộc chi Osoriella. Osoriella domingos được Antonio D. Brescovit miêu tả năm 1998.